# Postal III
Pour les articles homonymes, voir Postal.
Postal III est un jeu vidéo de tir à la troisième personne développé par le studio TrashMaster d'Akella d'après la franchise du studio Running With Scissors. Il est le troisième jeu de la franchise des jeux vidéo Postal.
Le jeu devait originellement être commercialisé sur Microsoft Windows, Linux, Mac OS X, Xbox 360 et Playstation3 faisant de lui le premier jeu de la série Postal à être commercialisé sur console de jeux vidéo. La version console a cependant été abandonnée faute de moyens financiers.

## Synopsis
Postal III est la suite directe de Postal², le Postal Dude doit quitter Paradise City après toutes ses mésaventures avec son invasion de zombie (voir Apocalypse Week-end) et la bombe nucléaire qui a fait sauter la ville (fin de Apocalypse Week-End). Le Postal Dude s'échappe donc par un pont pour rejoindre la ville voisine qui est Catharsis. Arrivé là-bas, le Postal Dude doit trouver de petits boulots pour pouvoir repartir de la ville. Il doit aussi gagner du respect ; « bon », en rejoignant la police de la ville ou « mauvais », en rejoignant l'Oncle Dave ou le maire Chomo.

## Jouabilité
La nouvelle jouabilité de Postal III fait en sorte que celui-ci puisse sortir dans les pays où le deuxième épisode n'a pas pu être distribué. Elle consiste en fait à donner le choix au joueur d'être violent ou pas. Plus précisément, le jeu propose deux voies différentes entre lesquelles choisir :
- Bon, dans laquelle le joueur est un policier non corrompu durant tout le jeu.
- Mauvais, dans laquelle le joueur est un policier corrompu agissant dans l'illégalité.

À chaque fois que le joueur fait une mauvaise action, il est pénalisé. Au contraire avec de bonnes actions il est récompensé. Il est ainsi plus difficile de jouer un personnage violent car la violence n'est pas récompensée dans le jeu.

## Développement
Le jeu a été originellement intitulé Postal 3: Catharsis à compter du 18 octobre 2006, jusqu'à ce que le titre final ne devienne simplement Postal III.
Dans une entrevue sur le site Joystiq, le fondateur de Running With Scissors, Vince Desi, annonce une première date de commercialisation pour le premier trimestre de 2011. La date de sortie a ensuite été fixée au 23 décembre 2011.

### Communauté
Postal III fonctionnant sous le moteur graphique Source de Valve, Running With Scissors a développé un SDK. La communauté a cependant commencé à apporter des modifications à Postal III avant que cet outil ne soit disponible, avec par exemple une caméra qui passe de la troisième personne à la première personne. La communauté à aussi trouvé le moyen de modifier le Source SDK afin de créer de nouvelles cartes pour le jeu.

### Optimisation
Lors de sa sortie, Postal III a connu de gros problèmes d'optimisation. Des problèmes de crashs, de lag et de difficultés à jouer ont été rapportés. Après plusieurs patchs, le jeu a commencé à être jouable mais c'est la communauté qui a réussi à régler tous ces soucis grâce à la modification d'un fichier texte.

### Armement
Sont présentes toutes les armes des épisodes et mods précédent (plus de 50). Il y a notamment :
- Le Badger Saw, un blaireau enragé qui fait office de tronçonneuse ;
- Le Chain Scythe, qui remplace l'énorme faux de Postal² ;
- Une mitrailleuse conventionnelle qui tient dans une main ;
- Le bidon d'essence (déjà présent dans Postal²) ;
- Le pointeur laser qui permettra d'influencer les actions des animaux dans le jeu ;
- Un fusil M16 classique.
- La fameuse paire de ciseaux

Il y a comme dans Postal² des objets utilisables mais qui, cette fois-ci, servent beaucoup plus. Il existe par exemple un aspirateur qui peut aspirer toutes sortes de choses et peut en plus rejeter les objets aspirées, à la manière du gravity gun de Half Life 2.

## Accueil
Postal III a reçu des critiques «généralement défavorables», selon le site Web de l'agrégateur de critiques Metacritic.
Un journaliste de Jeuxvidéo.com a écrit : « Hélas, Postal III risque fort de ne pas marquer autant les mémoires que son prédécesseur, ou du moins pas pour les mêmes raisons [...] les situations proposées par Postal III s'avèrent quelque peu décevantes car elles ne s'inscrivent plus dans un monde ouvert, mais font l'objet d'une succession linéaire de missions entrecoupées de cut-scenes assez vilaines (bien que stylées) », il critiqua également la jouabilité du jeu : « Postal III opte pour une vue objective qui génère des problèmes de ciblage et de collision. La possibilité de s'accroupir (et de sauter) a été troquée contre un système de couverture trop permissif pour l'IA, inexistante. ». En 2014, Canard PC cite le jeu dans son dossier « Les Nanars du jeu vidéo ».

### Réaction des développeurs
Dans une entrevue environ un mois après la sortie, Vince Desi, le responsable de Running with Scissors a admis que la "réaction des fans avait été mitigée" à Postal III, et a déclaré que la plupart des plaintes portaient sur le jeu ayant "trop de bugs". Desi a reconnu qu'il était difficile pour lui d'entendre « des fans purs et durs et d'entendre leurs plaintes », mais il a toutefois souligné que les développeurs avaient « fait des mises à jour pour résoudre de nombreux problèmes » et déclaré que les personnes qui avaient acheté le jeu à ce moment-là aurait une «bien meilleure expérience». Il a également commenté que si Running with Scissors avait « conçu un très grand jeu stimulant avec une grande variété », leur équipe de développement et leur éditeur « étaient sous une pression énorme et ont décidé de sortir un jeu différent, quelque chose qu'ils pourraient offrir ». Il a cependant noté qu'il était « heureux que l'éditeur ait fait de son mieux pour apporter les améliorations nécessaires » à la suite de la réception initiale du jeu. Il a également déclaré qu'ils s'engageaient à « s'assurer que les joueurs obtiennent la meilleure valeur qu'ils méritent » de Postal III.